# Wolfgang Stölzle
Wolfgang Johannes Stölzle (* 7. Oktober 1962) ist ein deutscher Betriebswirtschafter. Er war Professor für Logistikmanagement am Institut für Supply Chain-Management an der Universität St. Gallen (HSG) und leitet nach wie vor als Geschäftsführer die Logistics Advisory Experts GmbH.

## Biographie
Stölzle studierte Betriebswirtschaftslehre an den Universitäten Stuttgart-Hohenheim und Mannheim. Anschliessend arbeitete er als wissenschaftlicher Mitarbeiter, später als akademischer Rat am Fachgebiet Unternehmensführung der TU Darmstadt. Für seine Dissertation über Entsorgungslogistik an der TU Darmstadt wurde ihm der Wissenschaftspreis der Stinnes AG verliehen, 1999 habilitierte er sich, ebenfalls an der TU Darmstadt. Im selben Jahr wurde er auf eine Professur für Betriebswirtschaftslehre der Brau- und Lebensmittelindustrie an der TU München (Standort Weihenstephan) berufen. Im Jahr 2001 übernahm er den Lehrstuhl für Betriebswirtschaftslehre mit dem Schwerpunkt Logistik und Verkehrsbetriebslehre an der Universität Duisburg-Essen, 2002 wurde er zudem zum Direktor des Zentrums für Logistik und Verkehr ernannt. Im Jahr 2004 wechselte er als Ordinarius an den Lehrstuhl für Logistikmanagement an die Universität St. Gallen. Dort leitete er bis 2006 das Kühne-Institut für Logistik, danach den Lehrstuhl für Logistikmanagement jeweils als Geschäftsführender Direktor. Im Jahr 2018 übernahm er als Geschäftsführender Direktor die Leitung des Instituts für Supply Chain Management an der Universität St. Gallen, die er bis 2023 innehatte. Im Juli 2024 schied Stölzle auf Basis einer einvernehmlichen Aufhebungsvereinbarung aus der Universität St. Gallen aus.
Stölzle stellte im Oktober 2021 beim Rektorat der Universität St. Gallen einen Rekurs-Antrag gegen die Corona-Massnahmen in der Lehre, die seiner Meinung nach diskriminierend und diffamierend auf die Betroffenen wirkten. Im November 2021 kritisierte Stölzle die von der österreichischen Regierung angekündigte Corona-Impfpflicht, entschuldigte sich aber nach Intervention der HSG für seine Kommentare und löschte sein Profil auf LinkedIn. Im Februar 2022, als die 2G- bzw. 3G-Regel an Schweizer Hochschulen galt, trat er dafür ein, dass Studium und Weiterbildung an Schweizer Hochschulen allen Studierenden ohne COVID-Zertifikat in Präsenz «im Sinne des Miteinanders» offen stehen sollten. Im März 2022 beteiligte er sich an der Initiative «7Argumente», in der 81 Wissenschaftler die Impfpflicht als verfassungswidrig einstufen. Im Rahmen dieser Initiative war er Unterzeichner der Publikation «Covid-Patienten auf den Intensivstationen rechtfertigen den „Pandemie der Ungeimpften“-Vorwurf keinesfalls».
Im selben Jahr während des HSG-Plagiatsskandals ab Oktober 2022, der einen Titularprofessor betraf, für dessen Habilitation Stölzle einer von mehreren Gutachtern war, stand auch Stölzle selber im Rahmen einer umfassenden Medienkampagne in der Kritik, die dazu führte, dass Stölzle im Dezember 2022 freigestellt wurde. In der Habilitationsschrift, für die Stölzle ein Gutachten erstellt hatte, ist jedoch kein wissenschaftliches Fehlverhalten festgestellt worden. Die Freistellung musste im Februar 2023 nach einem Gerichtsentscheid widerrufen werden, im Juni wurde ihm trotzdem die Leitung seines Instituts vorläufig entzogen. Im Januar 2024 wurde bekannt, dass er die Universität per Juli 2024 gestützt auf eine einvernehmliche Aufhebungsvereinbarung verlässt.

## Mandate und Engagements
Stölzle war von 2004 bis 2022 Mitglied des wissenschaftlichen Beirats beim Bundesminister für Verkehr, Bau und Stadtentwicklung der Bundesrepublik Deutschland und von 2011 bis 2012 dessen Vorsitzender. Ausserdem ist er Mitglied in den wissenschaftlichen Beiräten der Bundesvereinigung Logistik und des Bundesverbands für Einkauf Materialwirtschaft und Logistik. Er beteiligt sich an verschiedenen Weiterbildungsprogrammen für Führungskräfte in den Bereichen Logistik, Supply Chain Management und Verkehr.

## Veröffentlichungen (Auswahl)
Bücher (Monographien und Herausgeberwerke)
- W. Stölzle, D. Schöder, L. Häberle (Hrsg.): Güterverkehr kompakt. 2. Auflage. de Gruyter Oldenbourg, Berlin 2024, ISBN 978-3-11-077287-6, S. 409.
- W. Stölzle, E. Hofmann, S. Selensky, T. Germann (Hrsg.): Management von Beständen in Supply Chains. 2. Auflage. Versus Verlag, Zürich 2024, ISBN 978-3-03909-174-4, S. 288.
- W. Stölzle, L. Zacharias: Konzepte der Automobillogistik der Zukunft. Cuvillier Verlag, Göttingen 2022, ISBN 978-3-7369-7619-1, S. 104.
- W. Stölzle, J. Weber, E. Hofmann, C. M. Wallenburg (Hrsg.): Handbuch Kontraktlogistik. Management komplexer Logistikdienstleistungen. Wiley-VCH, Weinheim 2007, ISBN 978-3-527-50203-5, S. 732.
- W. Stölzle: Industrial Relationships. de Gruyter Oldenbourg, München/ Wien 1999, ISBN 3-486-25222-4, S. 365.
- H.-Chr. Pfohl, W. Stölzle: Planung und Kontrolle. Konzeption, Gestaltung, Implementierung. 2. Auflage. Vahlen Verlag, München 1997, ISBN 3-8006-2161-4, S. 298.
- W. Stölzle: Umweltschutz und Entsorgungslogistik. Theoretische Grundlagen mit ersten empirischen Ergebnissen zur innerbetrieblichen Entsorgungslogistik. Erich Schmidt Verlag, Berlin 1993, ISBN 3-503-03463-3, S. 406.

Artikel in wissenschaftlichen Zeitschriften
- Wissenschaftlicher Beirat beim Bundesminister für Digitales und Verkehr (unter Beteiligung von W. Stölzle): Kompensation zukünftiger Einnahmeausfälle des Staates aufgrund der Antriebswende im Strassenverkehr. In: Zeitschrift für Verkehrswissenschaft. Band 92, Nr. 2, 2022, S. 58–91.
- Wissenschaftlicher Beirat beim Bundesminister für Digitales und Verkehr (unter Beteiligung von W. Stölzle): Fahrermangel im deutschen Strassengüterverkehr – Strukturelle Treiber und verkehrspolitischer Handlungsbedarf. In: Internationales Verkehrswesen. Band 72, Nr. 3, 2020, S. 10–13.
- Wissenschaftlicher Beirat beim Bundesminister für Digitales und Verkehr (unter Beteiligung von W. Stölzle): Streiks und die Zuverlässigkeit der Verkehrsbedienung. In: Wirtschaftsdienst. Band 96, Nr. 2, 2016, S. 114–121.

Beiträge in wissenschaftlichen Herausgeberwerken
- W. Stölzle, J. Beck: Beschaffung von Rohstoffen in Supply Chains – Financial Hedging zur Minderung von Preisrisiken? In: A. Hippe, J. Wirsam (Hrsg.): Nachhaltigkeit und Innovation in internen und externen Unternehmensbeziehungen. Springer Gabler, Wiesbaden 2023, ISBN 978-3-658-41617-1, S. 357–391, doi:10.1007/978-3-658-41618-8_20.
- W. Stölzle, L. Häberle: Digitale Logistikplattformen. Erste Ansätze zur Marktsegmentierung im Lichte traditioneller und neuer Anbieter. In: R. Fritzsche, S. Winter, J. Lohmer (Hrsg.): Logistik in Wissenschaft und Praxis. Springer Gabler, Wiesbaden 2021, ISBN 978-3-658-33479-6, S. 241–264, doi:10.1007/978-3-658-33480-2_10.
- W. Stölzle, T. Brandl: Praktiken zur Steuerung und Kontrolle von Contract-Manufacturing-Dienstleistern in der Supply Chain. In: R. Bogaschewsky (Hrsg.): Einkauf und Supply Chain Management. ZfbF-Sonderheft, vol 76/21. Springer Gabler, Wiesbaden 2021, ISBN 978-3-658-32894-8, S. 197–221, doi:10.1007/978-3-658-32895-5_8.
- W. Stölzle, R. Preindl: Urbane Logistik – vom Konzept zur praktischen Umsetzung. In: C. Kille, M. Meissner (Hrsg.): Logistik 2019. Herausforderungen in Zeiten globaler Veränderungen. DVV Media Group, Hamburg 2019, ISBN 978-3-87154-636-5, S. 89–95.